# Gruta da Estrada Longitudinal 1
A Gruta da Estrada Longitudinal 1 é uma gruta portuguesa localizada na freguesia da Madalena, concelho da Madalena do Pico, ilha do Pico, arquipélago dos Açores.
Esta cavidade apresenta uma geomorfologia de origem vulcânica em forma de tubo de lava que termina num talude de estrada.